# Derik Queen
 (juillet 2025).
Si vous disposez d'ouvrages ou d'articles de référence ou si vous connaissez des sites web de qualité traitant du thème abordé ici, merci de compléter l'article en donnant les références utiles à sa vérifiabilité et en les liant à la section « Notes et références ».
Derik Emanuel Queen, né le 27 décembre 2004 à Baltimore dans le Maryland, est un joueur américain de basket-ball évoluant au poste de pivot et mesurant 2,06 m.

## Biographie

### NBA
Derik Queen est sélectionné en treizième position par les Hawks d'Atlanta, pour les Pelicans de La Nouvelle-Orléans, lors de la draft 2025 de la NBA.

## Palmarès et distinctions individuelles

### Universitaires
- First-team All-Big Ten (2025)
- Big Ten Freshman of the Year (2025)
- Big Ten All-Freshman Team (2025)